# Teulada
Teulada (sardinsky: Teulàda) je italská obec (comune) v provincii Sud Sardegna v regionu Sardinie. Nachází se ve výšce 50 metrů nad mořem a má přibližně 3 300 obyvatel. Rozloha obce je 246,19 km².